# Newton by Malpas
Newton by Malpas – wieś w Anglii, w hrabstwie ceremonialnym Cheshire, w dystrykcie (unitary authority) Cheshire West and Chester. Leży 22 km na południe od miasta Chester i 247 km na północny zachód od Londynu. W 2001 miejscowość liczyła 11 mieszkańców.